# Klenica (przystanek kolejowy)
Klenica – zlikwidowana w 2004 roku stacja kolejowa w Klenicy na linii kolejowej nr 379 Konotop – Sulechów, w województwie lubuskim w Polsce.